# Asociația Alianța Civică a Romilor din România
Asociația Alianța Civică a Romilor din România este o rețea de organizații neguvernamentale rome, fondată în aprilie 2006, la inițiativa a peste 20 de fundații și asociații rome și activiști romi de marcă din România. Misiunea ACRR este promovarea valorilor și practicilor democratice, respectarea drepturilor și libertăților fundamentale ale omului, a drepturilor economice, sociale și culturale ale minorității romilor în context național și european. După un proces de restructurare a organizației început în aprilie 2008, liderii organizațiilor membre ale rețelei ACRR au decis să formalizeze coaliția sub forma unei asociație de ONG-uri rome, în care membri sunt reprezentanții desemnați de Adunările Generale sau Consiliile Directoare ale acestora. ACRR are un nou consiliu director, compus din reprezentanții a 5 ONG-uri locale, o nouă echipă și devotamentul de a consolida mișcarea civică a romilor din Romania în anii următori. 
În prezent, rețeaua de advocacy ACRR numără 24 ONG-uri rome, prezente în 12 județe din România.

## Scopul și obiectivele
Scopul nostru este susținerea societății civile rome din Romania, pentru dezvoltarea unei rețele deschise de organizații neguvernamentale și persoane resursă, care să asigure accesul minorității romilor la procesele de dezvoltare umană, de echitate economică și securitate socială, bazate pe reducerea surselor de tensiune, de conflict și de violențe împotriva romilor.
ACRR își propune promovarea valorilor democratice, respectarea drepturilor și libertăților fundamentale ale omului, a drepturilor economice, sociale, politice și culturale a minorității romilor în context național și european. Obiectivele ACRR sunt: 
- dezvoltarea unei structuri parteneriale care să asigure participarea activă a romilor în procesele de realizare a politicilor publice destinate comunităților de romi la nivel local, național, regional și internațional;
- combaterea discriminării față de romi, susținerea afirmării identitare a romilor și a incluziunii sociale prin influențarea politicilor guvernamentale a celor interguvernamentale pentru romi;
- participarea romilor în procesele electorale;
- întărirea capacității organizațiilor romilor pentru asigurarea unui parteneriat eficient și eficace cu administrația publică și cu sectorul privat, în toate domeniile vieții publice;
- elaborarea și promovarea unor mecanisme de monitorizare a implementării politicilor guvernamentale și interguvernamentale care vizează comunitățile de romi.

## Proiecte
Monitorizarea politicilor guvernamentale destinate comunităților de romi în cadrul inițiativei „Deceniul de incluziune al Romilor 2005-2015”, localizare România.
- ACRR a elaborat raportul Decade Watch – primul raport de monitorizare a progreselor înregistrate în implementarea Deceniul de Incluziune al Romilor, privind implementarea măsurilor guvernamentale pentru romi
- Elaborarea unui set de recomandări cu privire la îmbunătățirea măsurilor prevazute în documentul Plan de Acțiune.
- Realizarea unui document „lecții învățate” în vederea sprijinirii actorilor implicați la nivel internațional.
- Înființarea Comisiei de Studierea Robiei – în urma unei campanii de lobby susținute de Alianță;
- participarea activă a Alianței în elaborarea unor documente utile de interes pentru populația romă (legalizarea așezărilor, cyberHate, recomandări
- Conferința OSCE, Memorandum Educație, Planul de acțiune – Decada de Incluziune a romilor din România);

## Romii din România
Potrivit estimărilor, în lume ar trăi în prezent circa 14 milioane de romi, în mare parte în Europa, respectiv 8-10 milioane de suflete. Pe continentul nostru, ei sunt concentrați mai ales în țările central-estice: 10% din populația României, circa 2 milioane de persoane, tot atâta în cea a Bulgariei, respectiv 800.000 de indivizi, 5-7% din locuitorii Ungariei (adică peste 500.000). În partea vestică, sunt mai numeroși în Spania, unde trăiesc 800.000 de gitanos sau Franța, în cazul căreia se evaluează că sunt 250.000 de cei pe care Parisul îi regrupează, după începutul veacului al XX-lea, sub denumirea de „nomazi” (familii care exercită profesii ambulante).